# Aparejo isódomo

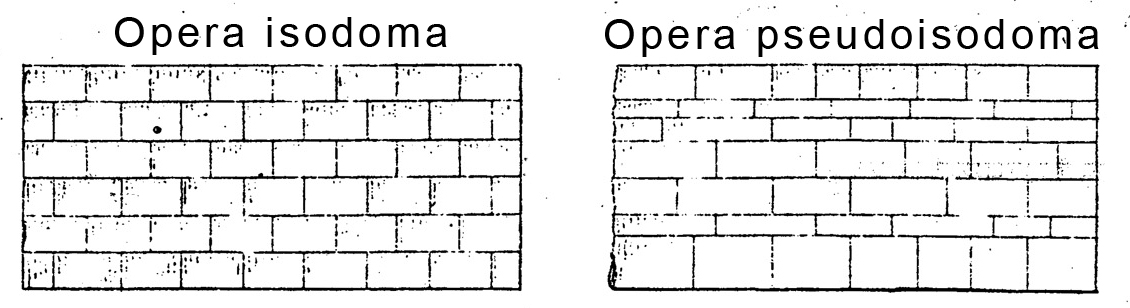
Técnica isodóma y pseudoisódoma.

Se llama aparejo isódomo (del griego ισόδομος formado por ισός “igual” y δομος “construcción”), aparejo regular o aparejo rectangular isódomo a un tipo de ensamblaje de un muro en el que los sillares son de igual altura, la misma que la de las hiladas. De este modo el muro adquiere una forma completamente regular.
Es una antigua técnica de construcción, de origen griego o más probablemente de fecha anterior, muy utilizada en la arquitectura monumental clásica.
Cuando la longitud de las hiladas no es igual, o no está unida por una relación aritmética simple, se dice que es un aparejo isódomo imperfecto o pseudoisódomo.